# Jiří Chodura
Jiří Chodura (* 20. února 1975, Třinec) je český luterský pastor.
Teologii studoval na Concordia Seminary v St. Louis. V letech 1999–2010 působil jako pastor farního sboru SCEAV v Návsí a od roku 2010 je pastorem farního sboru SCEAV v Oldřichovicích. Od roku 2023 je seniorem Třineckého seniorátu SCEAV. Roku 2025 byl zvolen pastorem sboru v Třinci.
V letech 2012–2020 zastával úřad předsedy synodu Slezské církve evangelické augsburského vyznání. Od roku 2021 je členem představenstva E. C. M.I.S.E.